# Finale de la Coupe du monde de football 2014
La finale de la Coupe du monde de football 2014 est le match de football concluant la 20e Coupe du monde, organisée au Brésil. Elle a lieu le 13 juillet 2014 au stade Maracanã de Rio de Janeiro, à 16 heures heure locale.
Elle oppose l'Allemagne, large vainqueur du Brésil le 8 juillet 2014 lors d'une demi-finale mémorable, à l'Argentine.
C'est la troisième fois que l'Allemagne et l'Argentine se rencontrent en finale de Coupe du monde. La finale se conclut après prolongations par la victoire de l'Allemagne 1-0. Le but décisif est inscrit par Mario Götze sur une passe d'André Schürrle à la 113e minute. La Mannschaft remporte ici son quatrième trophée planétaire.

## Avant-match
Après la finale de 1986, remportée par l'Argentine, et celle de 1990, remportée par l'Allemagne, il s'agit de la troisième confrontation en finale entre les Allemands et les Argentins. Avant ce match, les nations européennes totalisent 10 titres mondiaux contre 9 aux nations d'Amérique du Sud, tandis qu'aucune nation d'un autre continent n'a jamais atteint la finale. 
En demi-finales les Allemands surclassent le Brésil, pays hôte de la compétition, 7 buts à 1, et l'Argentine élimine les Pays-Bas 4 tirs au but à 2 après un match au score nul et vierge, grâce notamment à son gardien Sergio Romero, auteur de deux arrêts.

## Équipes
| Équipe    | Précédentes apparitions en finale (en gras celles remportées) |
| --------- | ------------------------------------------------------------- |
| Allemagne | 7 (1954, 1966, 1974, 1982, 1986, 1990, 2002)                  |
| Argentine | 4 (1930, 1978, 1986, 1990)                                    |

## Parcours respectifs

### Allemagne
Sous la direction de Joachim Löw, l'équipe allemande entre dans la Coupe du monde 2014 avec détermination. Philipp Lahm, en tant que capitaine, apporte son leadership sur le terrain. Avec une expérience considérable, l'Allemagne participe à sa 18e Coupe du monde, cherchant accrocher une quatrième étoile à son maillot après ses trois titres précédents, remportés en 1954, 1974 et 1990.

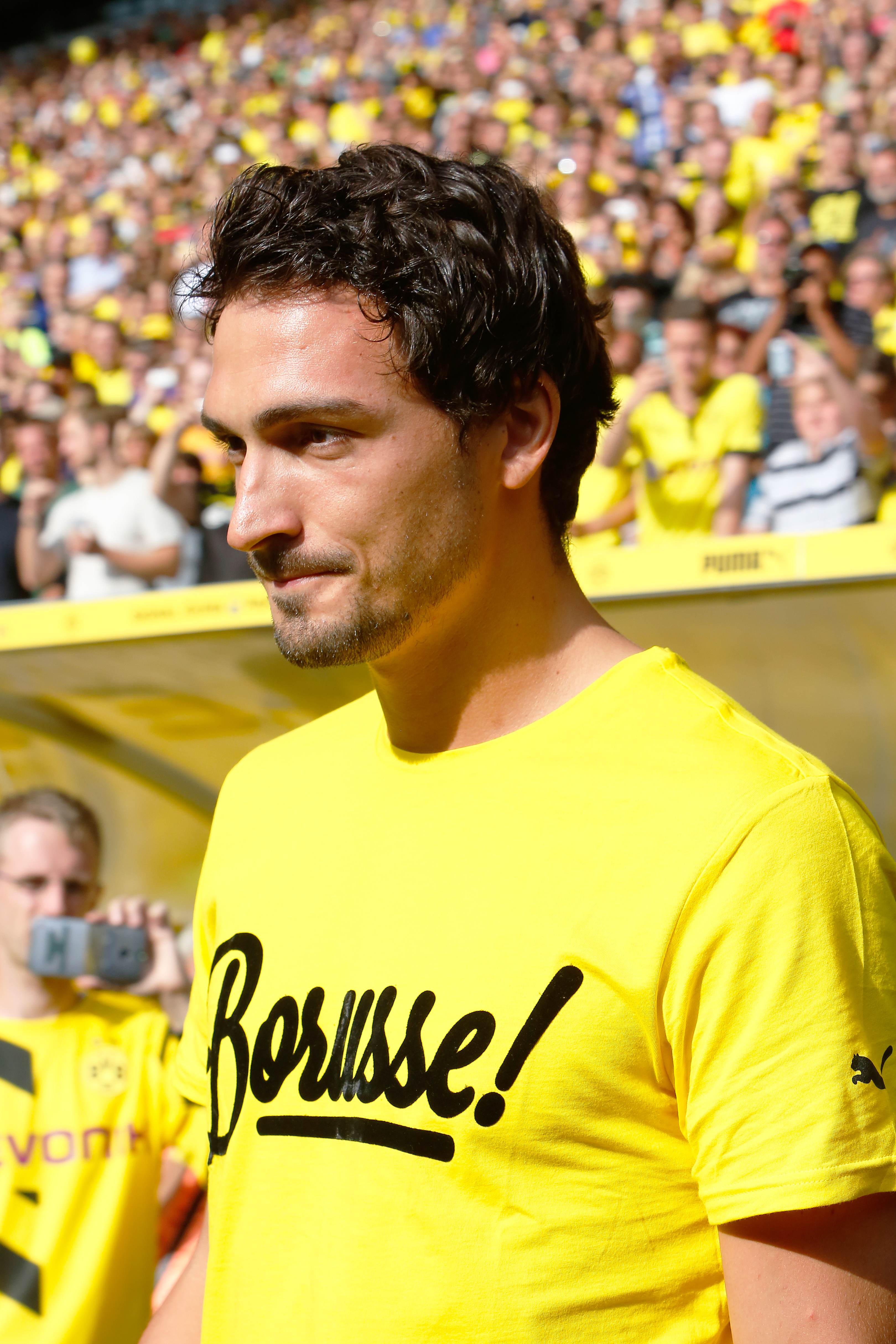
Mats Hummels, qui marquera un but face à la France dès la 13e minute, sans réponse de la part des Bleus, qualifiant ainsi la Mannschaft.

Classée deuxième au classement FIFA le 5 juin 2014 avant la finale, l'équipe allemande montre dès le début du tournoi sa puissance offensive. Durant la phase de groupes, elle remporte une victoire écrasante contre le Portugal (4-0) et sécurise deux autres matchs, nul face au Ghana (2-2) et gagné de justesse face aux États-Unis (1-0).
En huitièmes de finale, face à l'Algérie, l'Allemagne doit puiser dans ses ressources pour s'imposer 2-1 après prolongations.
Le quart de finale contre la France est une affaire tendue, mais un but solitaire de Mats Hummels permet à l'Allemagne de s'imposer 1-0 et de se qualifier pour les demi-finales.
Cependant, c'est lors des demi-finales que l'équipe allemande réalise un exploit retentissant. Affrontant le grand Brésil, quintuple vainqueur de la Coupe du monde, l'Allemagne inflige une défaite humiliante de 7-1, créant la surprise dans le monde entier,,.
Ainsi, l'Allemagne se retrouve en finale, portée par la performance exceptionnelle de Thomas Müller, meilleur buteur de cette sélection lors de cette Coupe du monde avec 5 réalisations[réf. nécessaire].

### Argentine

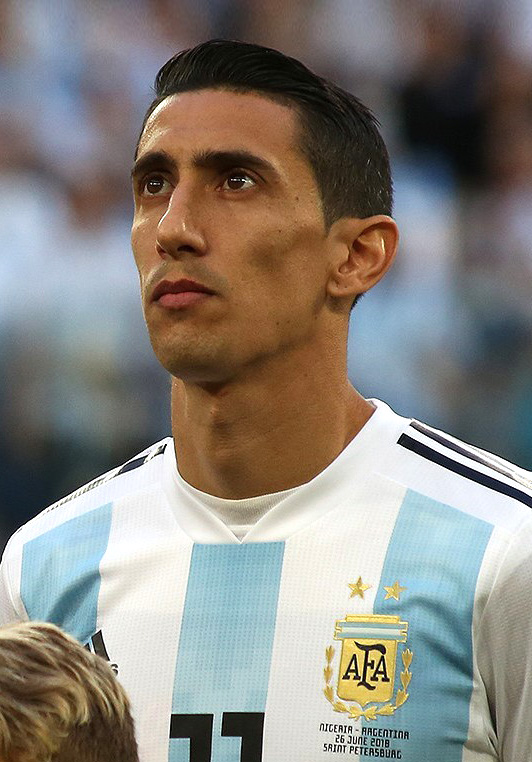
Ángel Di María, buteur décisif en prolongations à la minute face à la Suisse.

Sous la direction d'Alejandro Sabella, l'équipe argentine se fraye un chemin jusqu'à la finale de la Coupe du monde 2014. Menée par Lionel Messi en tant que capitaine, l'Argentine affronte le tournoi avec une détermination féroce, portant les attentes d'une nation qui a déjà remporté le trophée deux fois auparavant, en 1978 et 1986.
Classée 5e au classement FIFA du 5 juin 2014, elle réalise des performances solides en phases de groupes, remportant des victoires contre la Bosnie-Herzégovine (2-1), l'Iran (1-0) et le Nigeria (3-2).
En huitièmes de finale, l'Argentine affronte la Suisse dans un match tendu, qu'elle finit par remporter 1-0.
En quarts de finale, l'Argentine rencontre la Belgique et parvient à s'imposer à nouveau 1-0 dans un match tout aussi serré. La cohésion de l'équipe et le leadership de Messi se révèlent essentiels pour décrocher la victoire.
La demi-finale contre les Pays-Bas est un affrontement intense qui se solde par un match nul 0-0 après le temps réglementaire et les prolongations. Aux tirs au but, l'Argentine garde son sang-froid et l'emporte 4-2, se qualifiant ainsi pour la finale.
Sous la direction de Sabella et le leadership de Messi, qui terminera meilleur buteur de la selection argentine lors de cette Coupe du monde avec 4 buts, l'équipe espère maintenant saisir l'opportunité de décrocher une troisième Coupe du monde.

### Tableau
| Class. | Équipe     | Pts | J | G | N | P | BP | BC | +/- |
| ------ | ---------- | --- | - | - | - | - | -- | -- | --- |
| 1      | Allemagne  | 7   | 3 | 2 | 1 | 0 | 7  | 2  | +5  |
| 2      | États-Unis | 4   | 3 | 1 | 1 | 1 | 4  | 4  | 0   |
| 3      | Portugal   | 4   | 3 | 1 | 1 | 1 | 4  | 7  | −3  |
| 4      | Ghana      | 1   | 3 | 0 | 1 | 2 | 4  | 6  | −2  |

| Class. | Équipe             | Pts | J | G | N | P | BP | BC | +/- |
| ------ | ------------------ | --- | - | - | - | - | -- | -- | --- |
| 1      | Argentine          | 9   | 3 | 3 | 0 | 0 | 6  | 3  | +3  |
| 2      | Nigeria            | 4   | 3 | 1 | 1 | 1 | 3  | 3  | 0   |
| 3      | Bosnie-Herzégovine | 3   | 3 | 1 | 0 | 2 | 4  | 4  | 0   |
| 4      | Iran               | 1   | 3 | 0 | 1 | 2 | 1  | 4  | −3  |

## Le ballon

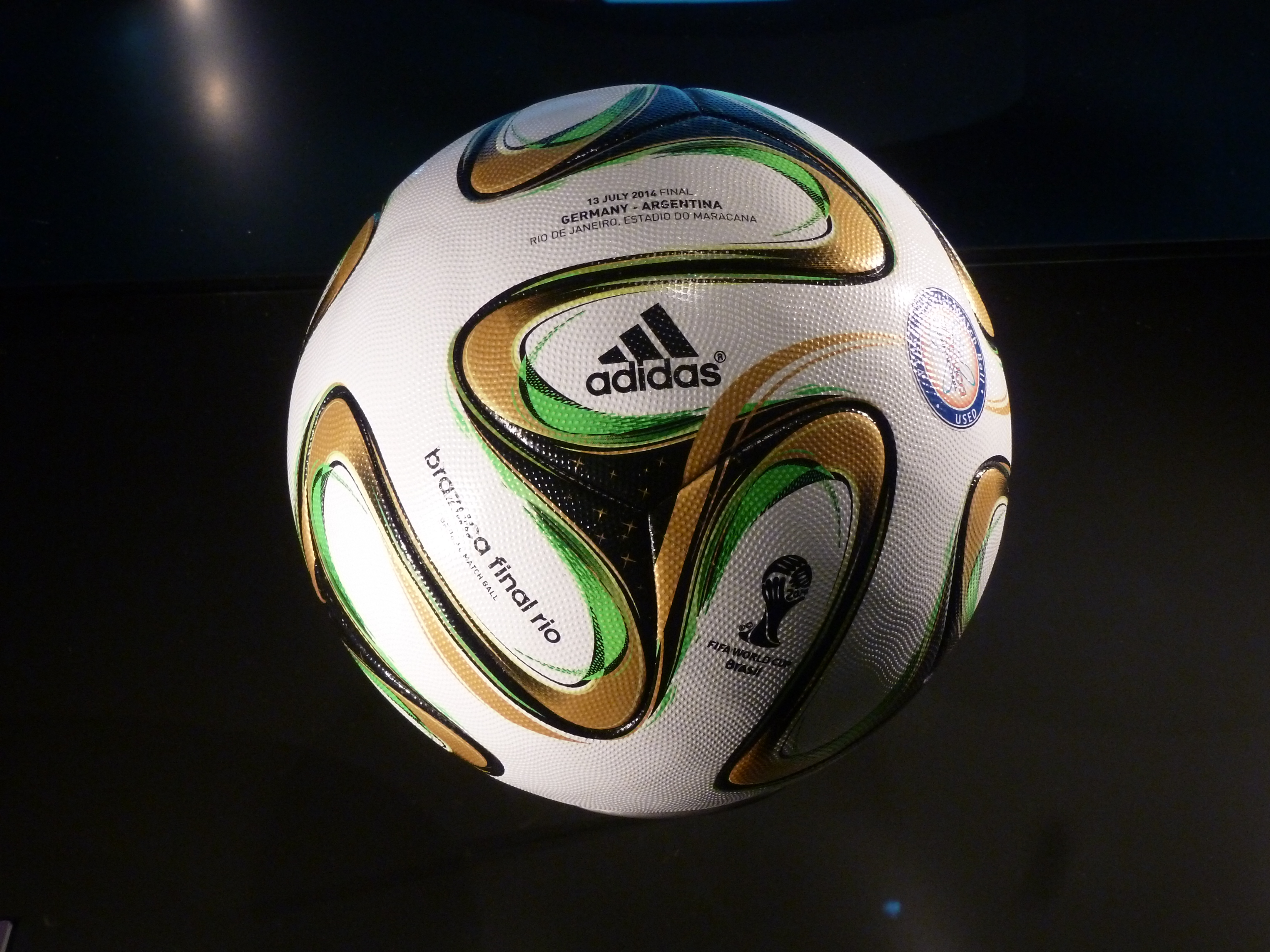
Le Brazuca Final Rio, utilisé pour la finale

Le Brazuca Final Rio est la version du ballon utilisé pour cette finale. Il est caractérisé par les couleurs verte et jaune du Trophée de la Coupe du monde de football et ses six faces identiques raccordées en une forme presque sphérique
.

## Feuille de match
| Finale                                                      | Allemagne                          | 1 - 0 a. p. | Argentine | Stade Maracanã, Rio de Janeiro                                        |                                                                       |
| 13 juillet 2014 · 16:00 (UTC-3) · Historique des rencontres | ( André Schürrle) Mario Götze 113e | (0 - 0)     |           | Spectateurs : 74 738 · Arbitrage : Nicola Rizzoli · Photos du match · | Spectateurs : 74 738 · Arbitrage : Nicola Rizzoli · Photos du match · |
| 13 juillet 2014 · 16:00 (UTC-3) · Historique des rencontres | Rapport                            |             |           | Spectateurs : 74 738 · Arbitrage : Nicola Rizzoli · Photos du match · | Spectateurs : 74 738 · Arbitrage : Nicola Rizzoli · Photos du match · |

| Allemagne | Argentine |

| Allemagne :     |    |                        |  |      |     |
|                 |    |                        |  |      |     |
| Gardien de but  | 1  | Manuel Neuer           |  |      |     |
|                 | 4  | Benedikt Höwedes       |  |      | 34e |
|                 | 5  | Mats Hummels           |  |      |     |
|                 | 23 | Christoph Kramer       |  | 31e  |     |
|                 | 7  | Bastian Schweinsteiger |  |      | 29e |
|                 | 8  | Mesut Özil             |  | 120e |     |
|                 | 11 | Miroslav Klose         |  | 88e  |     |
|                 | 13 | Thomas Müller          |  |      |     |
|                 | 16 | Philipp Lahm           |  |      |     |
|                 | 18 | Toni Kroos             |  |      |     |
|                 | 20 | Jérôme Boateng         |  |      |     |
| Remplaçants :   |    |                        |  |      |     |
|                 | 9  | André Schürrle         |  | 31e  |     |
|                 | 19 | Mario Götze            |  | 88e  |     |
|                 | 17 | Per Mertesacker        |  | 120e |     |
| Sélectionneur : |    |                        |  |      |     |
| Joachim Löw     |    |                        |  |      |     |

| Argentine :       |    |                   |  |     |     |
|                   |    |                   |  |     |     |
| Gardien de but    | 1  | Sergio Romero     |  |     |     |
|                   | 2  | Ezequiel Garay    |  |     |     |
|                   | 4  | Pablo Zabaleta    |  |     |     |
|                   | 6  | Lucas Biglia      |  |     |     |
|                   | 8  | Enzo Pérez        |  | 86e |     |
|                   | 9  | Gonzalo Higuaín   |  | 78e |     |
|                   | 14 | Javier Mascherano |  |     | 64e |
|                   | 15 | Martín Demichelis |  |     |     |
|                   | 10 | Lionel Messi      |  |     |     |
|                   | 16 | Marcos Rojo       |  |     |     |
|                   | 22 | Ezequiel Lavezzi  |  | 46e |     |
| Remplaçants :     |    |                   |  |     |     |
|                   | 20 | Sergio Agüero     |  | 46e |     |
|                   | 18 | Rodrigo Palacio   |  | 78e |     |
|                   | 5  | Fernando Gago     |  | 86e | 65e |
| Sélectionneur :   |    |                   |  |     |     |
| Alejandro Sabella |    |                   |  |     |     |

| Assistants : Renato Faverini Andrea Stefani Quatrième arbitre : Carlos Vera Cinquième arbitre : Christian Lescano Homme du match : Mario Götze |

## Déroulement du match

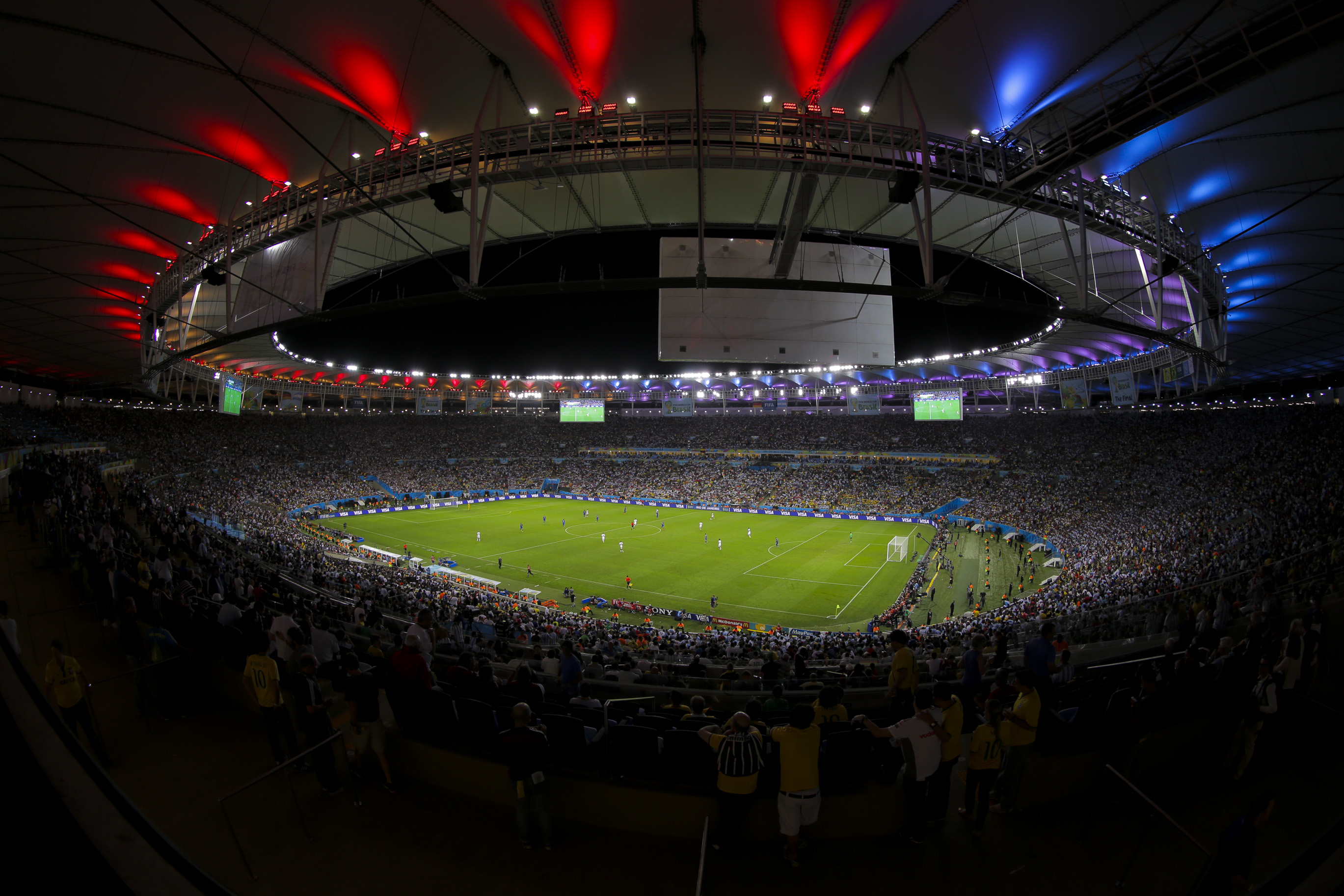
Déroulement du match au Maracanã

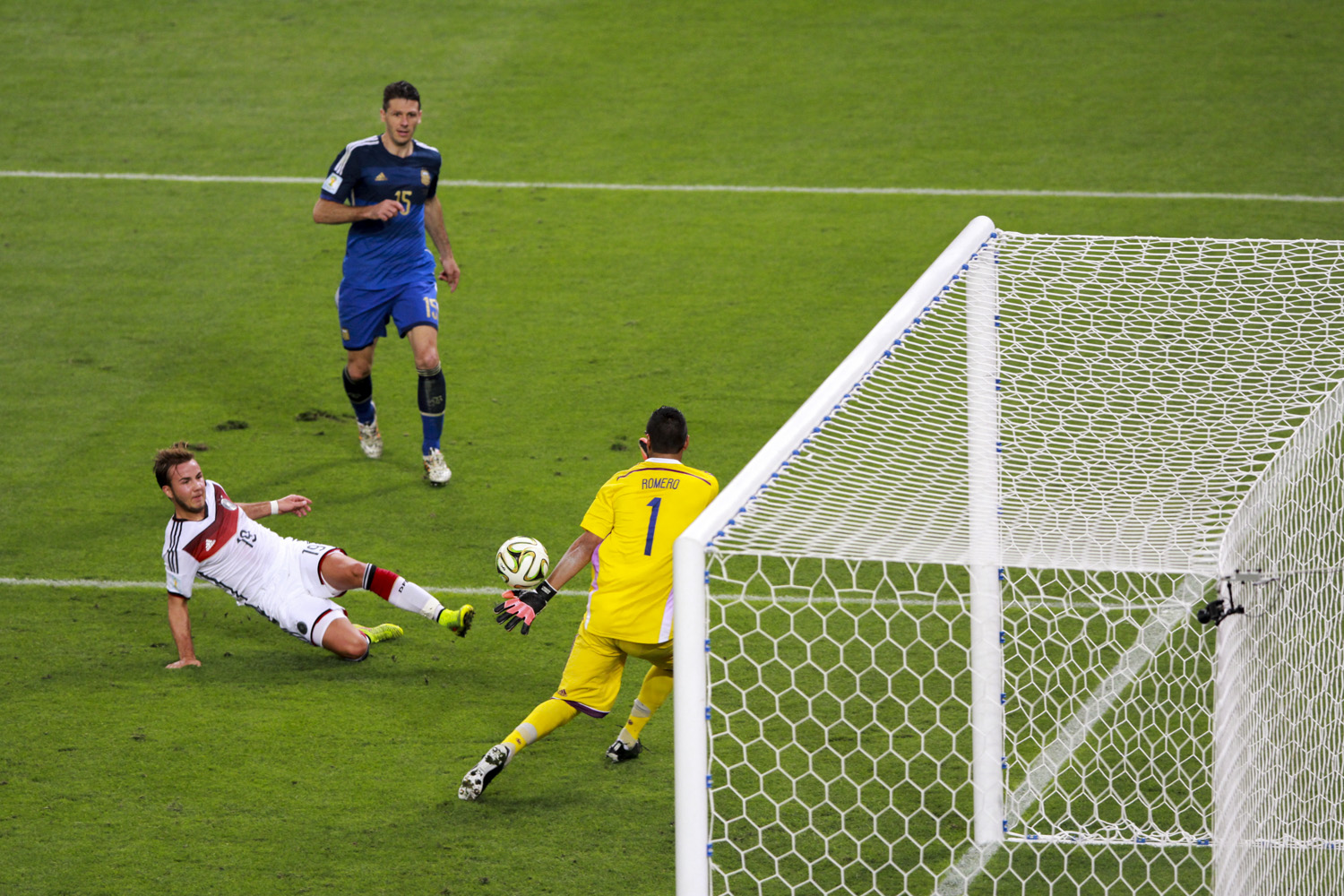
Mario Götze inscrivant le but victorieux

En début de match, l’Albiceleste fait un énorme pressing pour contrer l'équipe allemande qui a la possession du ballon. Cela se concrétise par une première frappe non cadrée de Gonzalo Higuaín à la 3e minute de jeu. Avec la vitesse d'Ezequiel Lavezzi et de Messi qui accélère face à Mats Hummels à la 9e minute de jeu, l'Argentine bouscule la défense allemande. Le premier corner de la partie est obtenu par Lucas Biglia, sur une frappe lointaine déviée par Benedikt Höwedes. Les deux équipes sont tranchantes sur le plan offensif mais manquent l'avant-dernier geste pour inquiéter les gardiens. Après un choc avec Ezequiel Garay, Christoph Kramer s'écroule, il revient en jeu quelques minutes plus tard. Les Argentins sont bien présents dans les duels mais peinent dans l'utilisation du ballon. À la 21e minute de jeu, Higuain ne profite pas d’une offrande de Toni Kroos qui réalise une passe de l'arrière en direction du buteur argentin mais celui-ci surpris de se retrouver seul face au but, manque sa frappe qui passe à côté pour ouvrir le score. Bastian Schweinsteiger écope du premier carton jaune de la partie pour avoir crocheté Lavezzi. La partie s'anime à la 30e minute de jeu avec Lavezzi qui est décalé par Messi et centre parfaitement pour Higuain qui trompe Manuel Neuer, on pense alors assister à l'ouverture du score des Argentins dans cette finale mais il est logiquement signalé hors-jeu. Kramer ne s'est pas remis de son choc, il est remplacé par André Schürrle, Joachim Löw opte donc pour un choix plutôt offensif. Höwedes reçoit un carton jaune pour un tacle sur le genou de Pablo Zabaleta. À la 37e minute, Sergio Romero réalise une parade sur un tir de Schürrle, celui-ci recevait un centre en retrait de Thomas Müller qui s'était échappé sur la gauche. En fin de 1re mi-temps, Hummels est de nouveau pris de vitesse par Messi, le ballon traîne dans la surface mais Jérôme Boateng dégage le ballon. Dans le temps additionnel de la 1re mi-temps, l'Allemagne trouve le poteau, Höwedes était complètement seul pour reprendre de la tête le ballon qui heurte le poteau mais le ballon revient dans les bras de Romero après avoir rebondi sur Müller, signalé hors-jeu. La 1re mi-temps s'achève ainsi et on constate qu'il y a eu un bon nombre d'opportunités des deux côtés mais les deux équipes manquent de précision dans le dernier geste.
Dès le retour des vestiaires, Lavezzi est remplacé par Sergio Agüero, un changement tactique est ainsi opéré par Alejandro Sabella, avec un passage du 4-4-2 en 4-3-3. À la 47e minute, Messi est lancé dans la profondeur à la limite du hors-jeu, il se retrouve face à Neuer sur la gauche mais croise trop son tir qui passe au ras du poteau. On assiste à la 57e minute de jeu à un choc entre Manuel Neuer et Gonzalo Higuain, qui n'est pas sans rappeler celui de Barthez devant Ronaldo en 1998. Neuer sort pour dégager le ballon du poing mais heurte Higuain au visage après avoir boxé le ballon. L'arbitre siffle une faute de l'Argentin, furieux. Décision qui a été très discutée : les Argentins réclamant une faute donc penalty tandis que les Allemands retorquent que leur gardien a boxé le ballon puis a percuté l’attaquant Argentin qui n’a pas freiné sa course pour l’éviter. Premier carton jaune dans la partie pour les Argentins à la 64e minute de jeu avec Javier Mascherano qui est en retard pour un tacle sur Miroslav Klose dans le rond central. Dans la minute qui suit, c'est Aguero qui écope d'un carton jaune pour une faute sur Schweinsteiger. Depuis leur passage en 4-3-3 à la pause, les Argentins jouent plus haut et posent plus de problème aux Allemands dans la construction du jeu. Le jeu est plus haché avec davantage de fautes au fil de la partie. À la 78e minute, Higuain, peu en réussite offensivement est remplacé par Rodrigo Palacio. Alors qu'on se dirige vers les prolongations, Enzo Pérez, qui a effectué un gros travail dans l'entrejeu, notamment pour bloquer les montées de Philipp Lahm, est remplacé par Fernando Gago. Au cours du temps règlementaire, le score final est de 0-0, il faut départager les deux équipes en prolongation.
Dès le début de la prolongation, les Argentins subissent de nouveau avec un monopole du ballon pour la Mannschaft. Müller est désormais placé en position axiale ainsi que Mario Götze, entré à la 88e minute de jeu à la place de Miroslav Klose, meilleur buteur en Coupe du monde avec 16 buts. À la 97e minute de jeu, Palacio a l'occasion de faire la différence car Hummels est trop court sur un centre dans la surface, Palacio contrôle et devance la sortie de Neuer, mais son lob passe à côté. C'est la mi-temps dans la prolongation, il y a toujours 0-0. Dès de la reprise, Agüero est sanctionné d'une faute dans un duel aérien avec Schweinsteiger qui a la pommette ouverte. À la 113e minute, l'Allemagne ouvre le score, Götze, servi par Schürrle sur la gauche du but, enchaîne un contrôle poitrine et une volée devant Romero qui permet à l'Allemagne de se rapprocher de son 4e sacre. Götze marque son 2e but dans la compétition après avoir marqué face au Ghana en phases de poules. Après le but, les Allemands reculent et jouent la montre. Dans les ultimes secondes, Per Mertesacker remplace Mesut Özil. Messi a une dernière occasion sur coup franc pour égaliser et aller aux tirs au but mais sa tentative passe largement au-dessus des buts de Neuer.
L'Allemagne s'impose finalement 1-0 après prolongation et remporte la Coupe du monde 2014. Il s'agit du quatrième sacre de la Mannschaft, sur les 8 finales qu'elle a disputées et le premier d'une équipe européenne sur le continent américain depuis le début de l'histoire de la Coupe du monde de football.
|                      | Allemagne | Argentine |
| Possession du ballon | 60 %      | 40 %      |
| Tirs cadrés          | 7         | 2         |
| Tirs non cadrés      | 3         | 8         |
| Arrêts du gardien    | 0         | 4         |
| Fautes commises      | 20        | 16        |
| Corners obtenus      | 5         | 3         |
| Hors-jeu             | 3         | 2         |
| Cartons jaunes       | 2         | 2         |
| Cartons rouges       | 0         | 0         |
| Coups francs         | 18        | 23        |

## Après-match
Le titre de meilleur gardien du tournoi est remis à l'Allemand Manuel Neuer, alors que le titre du Ballon d'or du meilleur joueur du tournoi revient à l'Argentin Lionel Messi.
Le 14 juillet 2014, l'ancien buteur et meneur de jeu de l'équipe d'Argentine Diego Maradona critique l'attribution du Ballon d'or du tournoi remis à son compatriote Lionel Messi en déclarant : « Messi ? Je lui donnerais le ciel si je le pouvais. Mais ce n'est pas juste quand quelqu'un remporte un prix qu'il n'aurait pas dû gagner simplement à cause d'un plan marketing. »,.
Le 15 juillet 2014, l'avion des Allemands de la compagnie Lufthansa, surnommé Siegerflieger, atterrit à l'aéroport de Berlin-Tegel vers 10 h 10 heure locale. Le capitaine, Philipp Lahm, descend le premier de l'avion avec le trophée en main. Des célébrations ont lieu peu après dans le centre de la capitale allemande. Cinq jours après avoir soulevé le Trophée de la Coupe du monde de football et à tout juste 30 ans, Philipp Lahm met fin à sa carrière internationale.

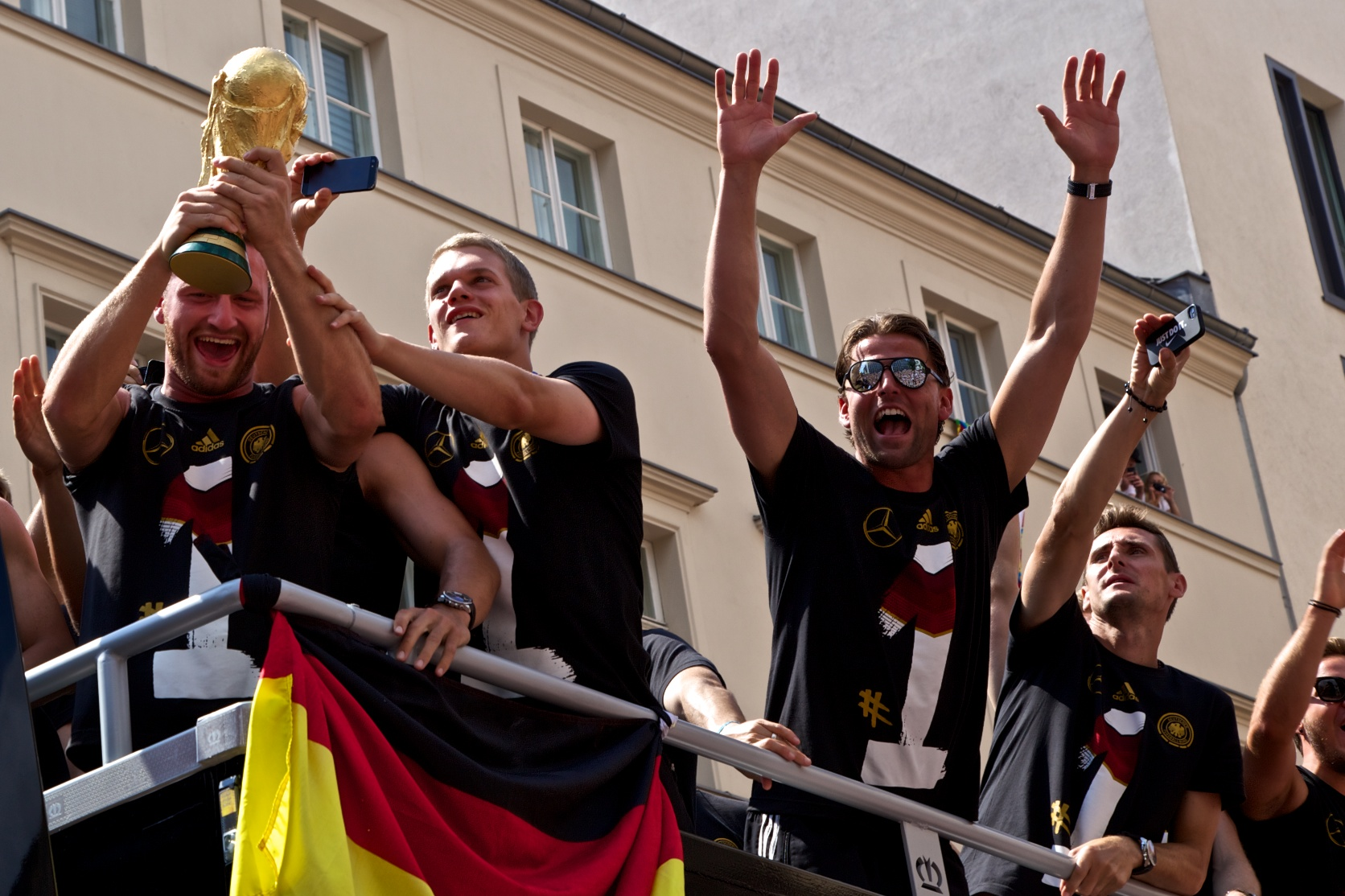
Les Allemands célébrant leur victoire à Berlin.